# Бербеницька сільська рада
Бербеницька сільська рада — колишній орган місцевого самоврядування у Лохвицькому районі Полтавської області з центром у селі Бербениці.

## Населені пункти
Сільраді були підпорядковані населені пункти:
- c. Бербениці